# Симаниха (Бежаницкий район)
Симаниха — деревня на северо-западе Бежаницкого района Псковской области.  Входит в состав сельского поселения Ашевское.
Расположена на правом берегу реки Ашевка, в 31 км к северо-западу от райцентра Бежаницы и в 4 км к востоку от села Ашево.
Численность населения деревни составляет 36 жителей (2000 год).
До 3 июня 2010 года деревня входила в состав ныне упразднённой Ашевской волости.